# Вечеря Господня у свидетелей Иеговы

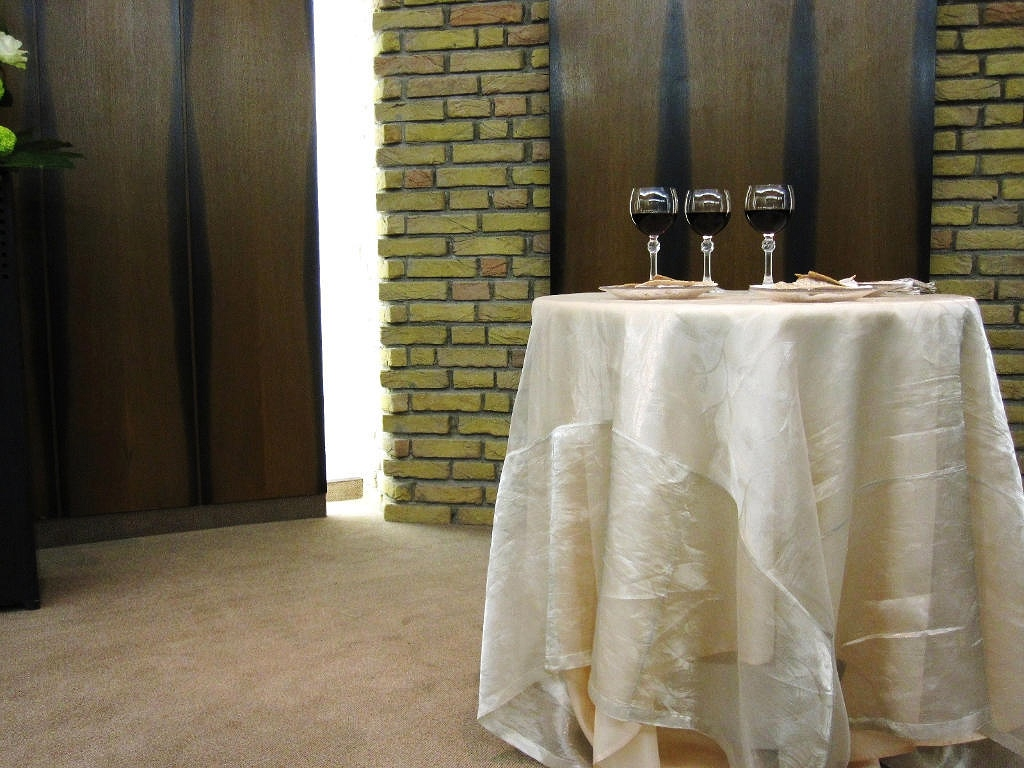
Накрытый стол в честь празднования Вечери воспоминания

Ве́черя Госпо́дня (Ве́черя воспомина́ния сме́рти Иису́са Христа́, Воспомина́ние, У́жин Го́спода) — обычай воспоминания Иисуса Христа, принятый у свидетелей Иеговы и восходящий к христианской Тайной вечере.

## Смысл праздника
С 1880 года исследователи Библии, а позднее свидетели Иеговы отмечают Вечерю Господню после захода солнца один раз в год в день, который, согласно расчётам Руководящего совета, является 14-м днём еврейского месяца нисан. Это день, в который отмечается иудейский праздник Песах (например, в 2017 году эта дата соответствовала 11 апреля). Он также известен как Вечеря воспоминания смерти Иисуса Христа.
Вечеря Господня является единственным праздником, отмечаемым свидетелями Иеговы. В этот день все свидетели Иеговы, а также любые желающие собираются на торжественные собрания, на которых можно услышать речь, освещающую жизнь, служение и смерть Иисуса Христа.
На встрече из рук в руки передаются символы: пресный хлеб (опресноки), приготовленный из пресного теста (символизирует безгрешное тело Христа), и сухое красное вино (символизирует его кровь), принимают от символов только лица, имеющие «небесную надежду».

## Статистика

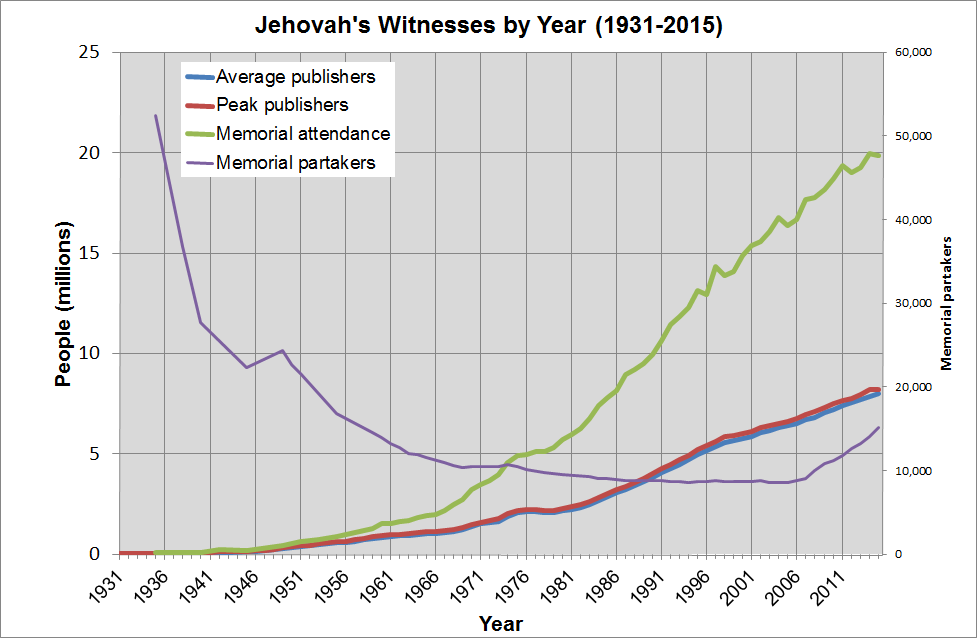
Зелёной линией отмечена численность людей, посетивших празднование Вечери воспоминания (в миллионах человек), согласно официальной статистике Свидетелей Иеговы (1931—2015)

В 1998 году по всему миру Вечерю посетило около 14 млн человек. На каждой встрече производится подсчёт лиц, принимающих от символов. Данная статистика также публикуется в ежегодных отчётах Общества Сторожевой башни. На пространстве бывшего СССР в 1996 году этот праздник отмечало более 500 тысяч человек.